# Tour All Over (singolo)
Tour All Over è il primo singolo del gruppo musicale italiano Sun Eats Hours, estratto dall'album omonimo. La canzone sarà inclusa nelle raccolte Ten Years e 20 (pubblicata come The Sun).

## Descrizione
Il brano è un inno al pacifismo: parla della necessità di conservare un proprio pensiero critico davanti agli eventi che accadono nel mondo, come la guerra, e rivendica il diritto di non tacere e denunciare le ingiustizie (come la band può fare andando in giro per il mondo nei tour, da cui il titolo). Nel testo non si fa menzione esplicita degli avvenimenti contemporanei (la guerra in Iraq), in quanto la canzone vuole essere una condanna dal punto di vista etico della guerra, senza prendere posizioni politiche. Più in generale la canzone è un monito a preservare la libertà di pensiero contro il "bombardamento mediatico" della società occidentale.
Il singolo è iniziato a girare in radio a metà marzo del 2003.

## Tracce
Testi e musiche di Francesco Lorenzi.
1. Tour All Over – 2:48

## Video musicale
Il videoclip del brano è stato diretto da Maxx Monopoli e Mirco Monopoli. Reso disponibile online a fine marzo, è stato presentato ufficialmente il 9 aprile 2003 alla FNAC di Milano. È stato inserito nel programma Superock di MTV ed è entrato in rotazione nazionale su Rock TV e All Music da marzo del 2003.

## Formazione
- Francesco Lorenzi – voce e chitarra
- Matteo "Lemma" Reghelin – basso e cori
- Riccardo "Trash" Rossi – batteria
- Andrea "The Huge" Barone – voce, cori